# Ceyx argentatus
A Ceyx argentatus a madarak osztályának szalakótaalakúak (Coraciiformes) rendjébe és a jégmadárfélék (Alcedinidae) családjába tartozó faj.

## Rendszerezése
A fajt Arthur Hay Tweeddale 9. márkija, skót katona és ornitológus írta le 1877-ben, Ceyx argentata néven. Sorolták az Alcedo nembe Alcedo argentata néven is.

## Előfordulása
A Fülöp-szigetek endemikus faja. Természetes élőhelyei a szubtrópusi és trópusi síkvidéki esőerdők és száraz erdők, mocsarak, tavak, folyók és patakok környékén.

## Megjelenése
Testhossza 14 centiméter.
|  |

## Természetvédelmi helyzete
Az elterjedési területe nagyon nagy, de gyorsan csökken, egyedszáma 1500-7000 példány közötti és szintén csökken. A Természetvédelmi Világszövetség Vörös listáján mérsékelten fenyegetett fajként szerepel.